# مونته‌ویدئو مارو
مونته ویدئو مارو یک کشتی کمکی ژاپنی در طول جنگ جهانی دوم بود که توسط زیردریایی آمریکایی یواس‌اس استورجن (اس‌اس-۱۸۷) غرق شد. استورجن در اول ژوئیه ۱۹۴۲، قریب به ۱۰۵۴ سرنشین عمدتاً استرالیایی کشتی ژاپنی را که اسیران جنگی و غیرنظامیانی بودند که از رابائول به هیانان منتقل می‌شدند غرق کرد. این غرق شدن بدترین فاجعه دریایی در تاریخ استرالیا به‌شمار می‌رود. لاشه کشتی مونته ویدئو مارو در آوریل ۲۰۲۳ کشف شد.

## تاریخ قبل از جنگ
مونته ویدئو مارو یکی از سه کشتی (کمکی سانتوز مارو و لاپلاتا مارو)از خطوط کشتیرانی میتسویی او.اس.کی. لاینز (OSK) بود که برای خدمات دهی ترانس پاسیفیک برای آمریکای جنوبی ساخته شد. این کشتی ۷۲۶۷ تنی در کارخانه کشتی سازی میتسوبیشی زوسن کاکوکی کایشا در ناکازاکی ساخته شد و در سال به آب انداخته شد. طول آن ۴۳۰ فوت (۱۳۰ متر) و عرض ۵۶ فوت (۱۷ متر) در پرتو، دو موتور دیزلی شش سیلندر میتسوبیشی سولزر 6ST60 با قدرت ۴٬۶۰۰ اسب بخار (۳٬۴۰۰ کیلووات) و سرعت ۱۴٫۵ گره (۲۶٫۹ کیلومتر بر ساعت؛ ۱۶٫۷ مایل بر ساعت) آن نیرو می‌دادند. قبل از جنگ، این کشتی به عنوان یک کشتی مسافربری و باری فعالیت می‌کرد و عمدتاً بین ژاپن و برزیل با مهاجران ژاپنی حرکت می‌کرد.

## خدمات جنگ جهانی دوم
مونته ویدئو مارو در جنگی به ماکاسار، سولاوسی (نام منطقه در آن زمان سلبس) از تاریخ ۶ تا ۱۶ فوریه ۱۹۴۲ شرکت نمود. چندین مأموریت حمل و نقل را پیش از غرق شدن کامل نمود.